# Mały lord

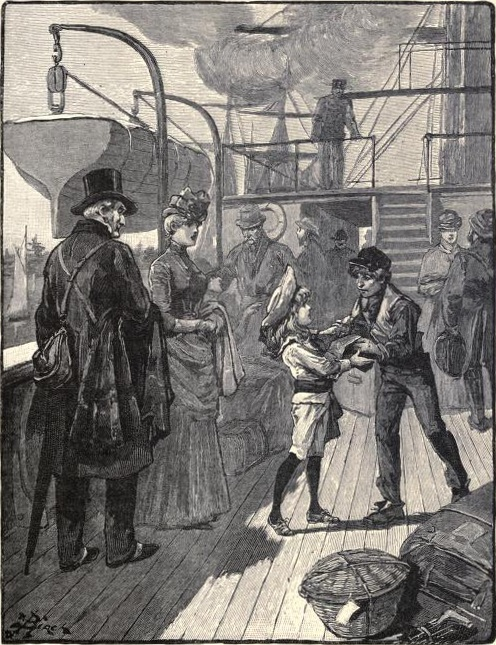

Mały Lord (oryg. Little Lord Fauntleroy) – powieść angielskiej pisarki Frances Hodgson Burnett, będąca jej pierwszym utworem, skierowanym do młodych czytelników. Stała się zarazem momentem przełomowym w jej karierze i pozostaje jedną z trzech najbardziej znanych jej książek, obok Małej księżniczki i Tajemniczego ogrodu. Powieść była początkowo wydawana w odcinkach przez popularne amerykańskie czasopismo dla dzieci "St. Nicholas Magazine" (1885), jako publikacja zwarta została wydana w 1886 roku.
Pierwszy polski przekład, autorstwa Marii Julii Zaleskiej, ukazał się już w 1889 roku nakładem wydawnictwa Gebethner i Wolff pod tytułem Mały lord: powieść dla młodzieży. Był on potem wielokrotnie wznawiany (1907, 1914, 1919, 1925, 1927, 1930, 1939, 1994 (wyd. zm.), 2006). Powieść na język polski przetłumaczyli także: Salomea Kowalewska (1957, 1990, 1994 (wyd. zm)), Alicja Skarbińska (1994, 1997), Julia Zalewska (2000) i Paweł Łopatka (2000, 2004, 2005, 2006, 2007,Joanna Wadas (2022).
Utwór opowiada historię kilkuletniego ubogiego amerykańskiego chłopca; Cedryka, który niespodziewanie wraz z matką zostaje sprowadzony do Wielkiej Brytanii, by zamieszkać z nieznanym, lecz niezwykle bogatym dziadkiem.
Powieść odniosła duży sukces, a wzorowane na ilustracjach Reginalda Bircha ubrania stały się modnym wyjściowym ubiorem dla małych chłopców pochodzących z amerykańskiej klasy średniej.

## Nawiązania
- Na podstawie książki kompozytor Steven Markwick napisał muzykę i libretto musicalu "Mały Lord", którego światowa prapremiera odbyła się 12 marca 2011 na deskach Opery Krakowskiej[4].
- Mały lord (anime)